# Ольбия (аэропорт)
Аэропорт Ольбия Коста Смеральда (итал. Aeroporto di Olbia-Costa Smeralda) (ИАТА: OLB, ИКАО: LIEO) — международный аэропорт, расположенный в Ольбии, Сардиния. Это основная операционная база итальянской авиакомпании Air Italy, штаб-квартира которой находится в аэропорту. Аэропорт в основном обслуживает сезонные праздничные рейсы из европейских аэропортов и управляются Geasar S.p.A.

## История

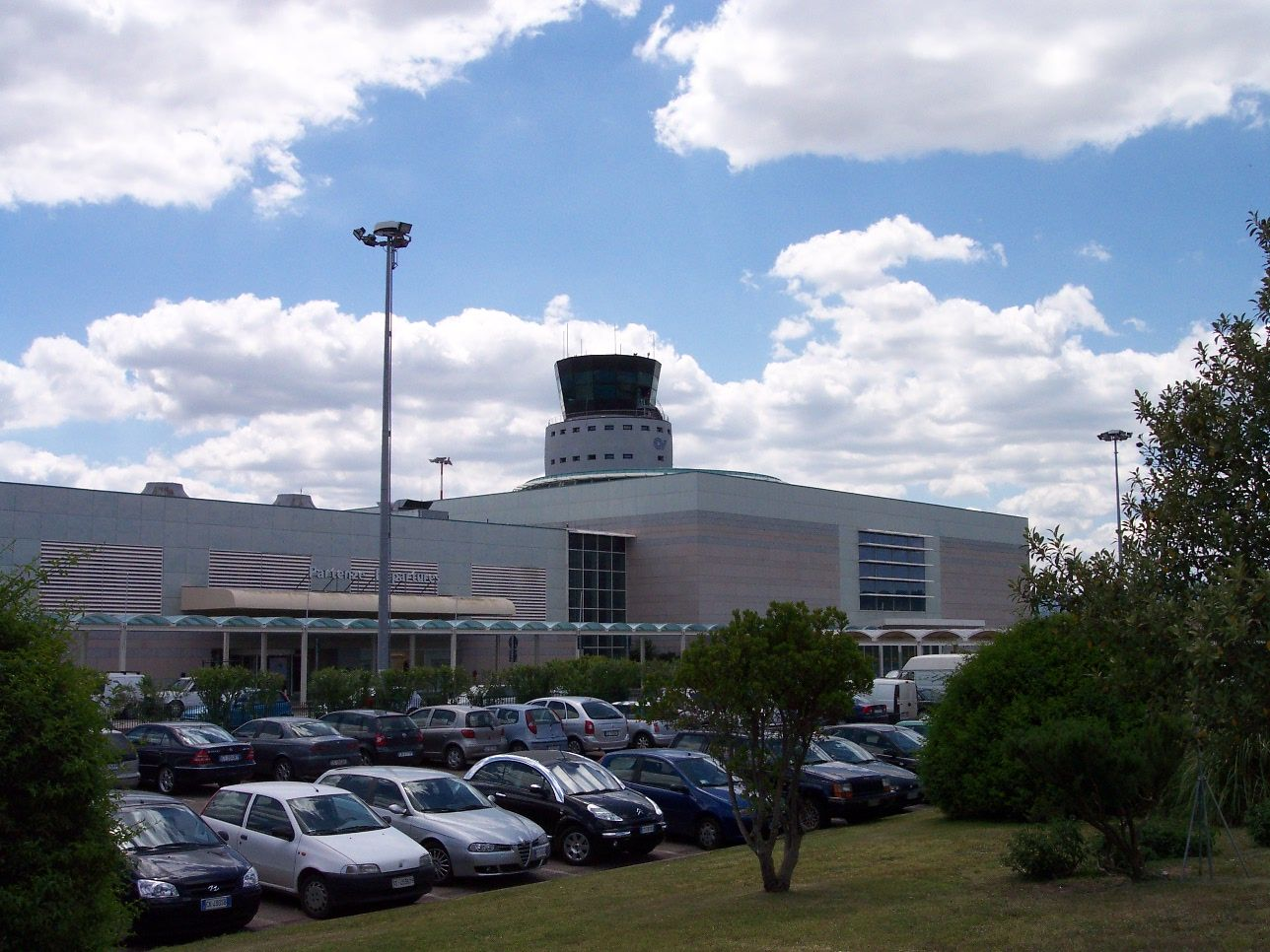
Здание терминала и диспетчерская вышка.

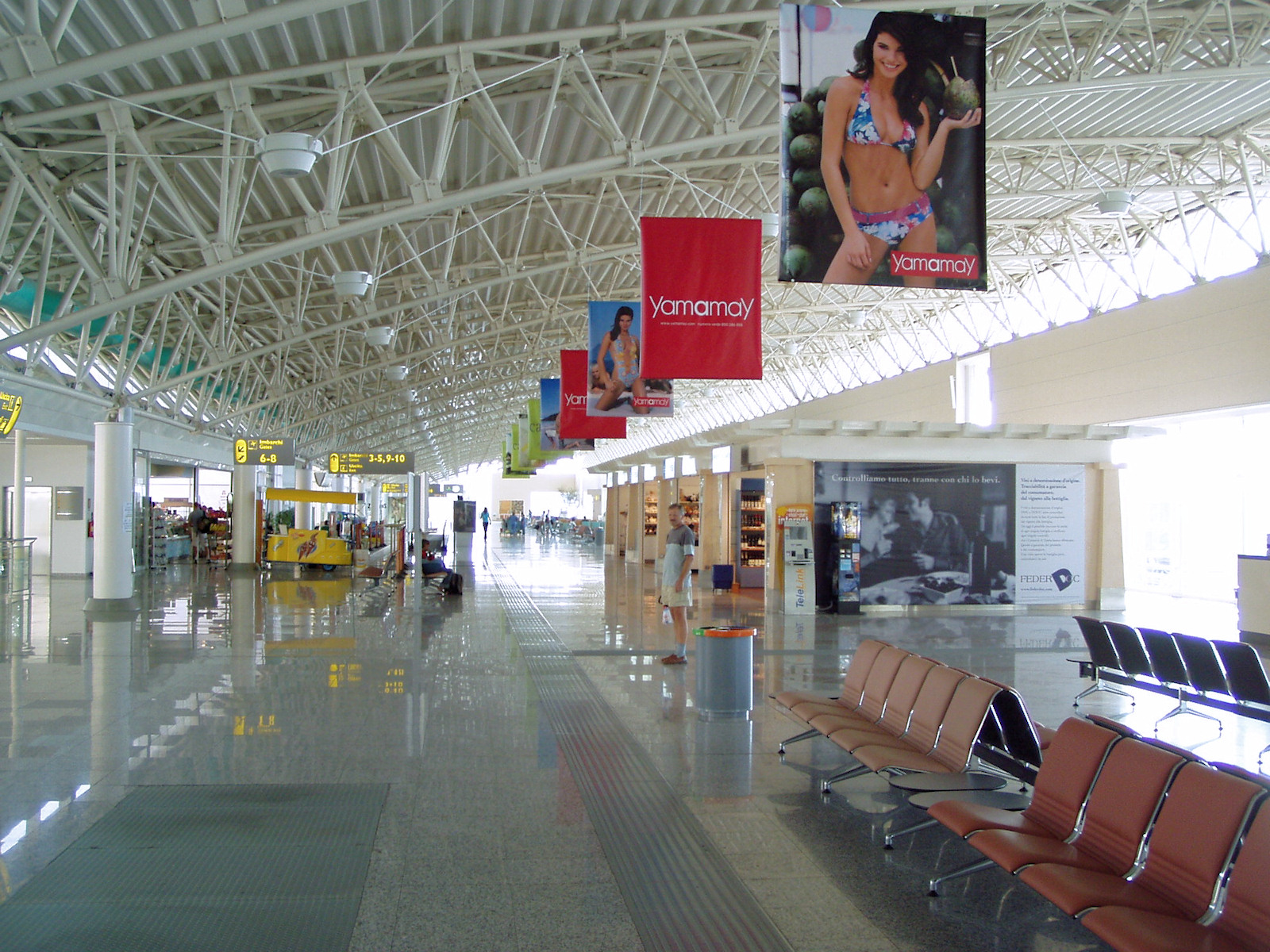
Зона выхода на посадку.

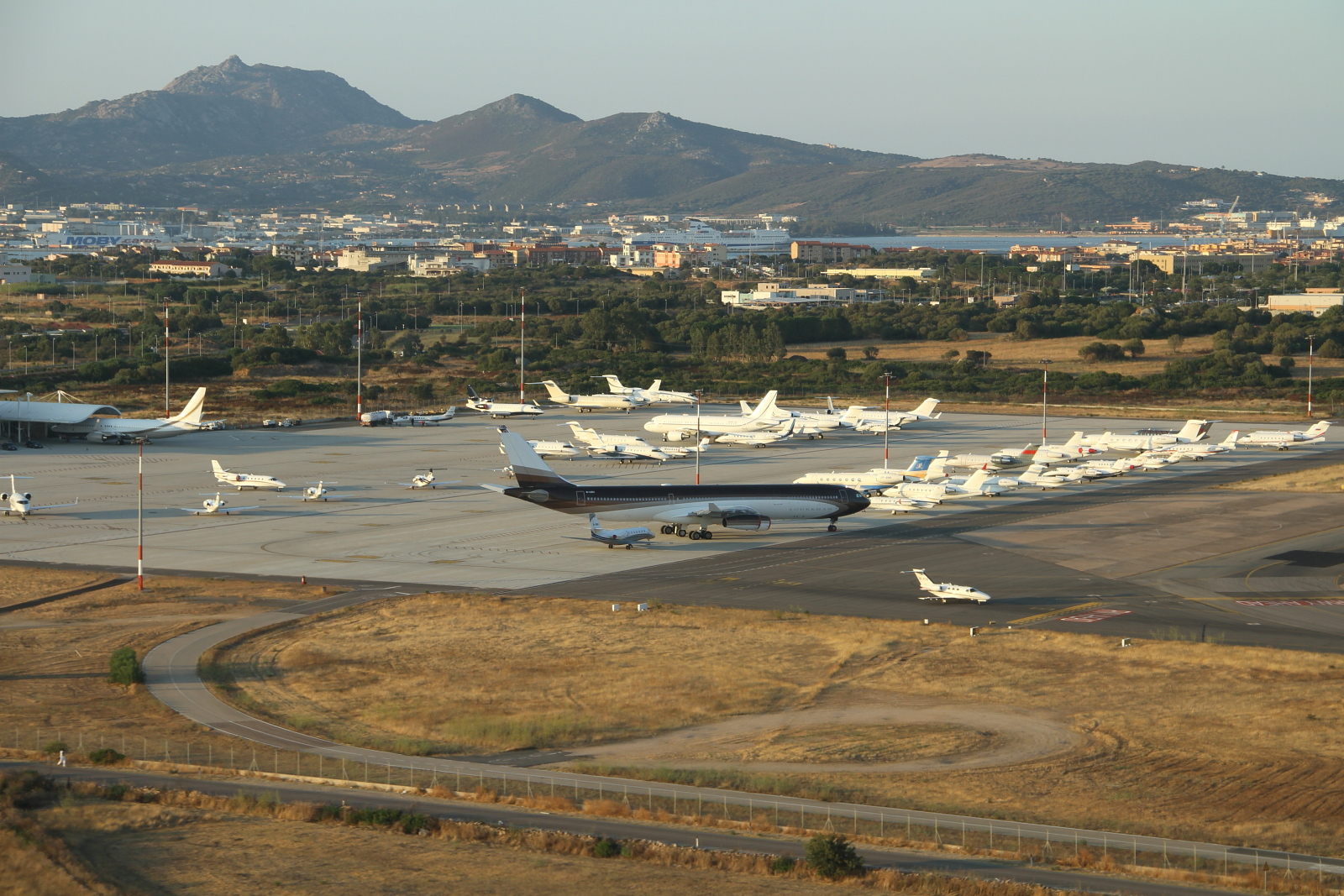
Перрон аэропорта.

Военный аэродром был открыт в Ольбии (тогда Терранова-Паузания) в 1921 году, а база гидросамолетов была открыта недалеко от гавани Изола-Бьянка в 1927 году, хотя из-за недостаточного количество грузов на рейсах в Остию и Кальяри обслуживание в Терранове было прекращено в 1929 году. Аэродром и база гидросамолетов подверглись бомбардировке союзников во время Второй мировой войны, и немцы открыли ещё один аэродром в 4,5 милях к западу от города, который был переименован в Ольбию в 1945 году.
Коммерческие рейсы постепенно возобновились, и в 1963 году была основана базирующаяся в Ольбии авиакомпания Alisarda. Она успешно расширила свою маршрутную сеть, введя рейсы на реактивных самолётах в 1972 году. В 1991 году авиакомпания была переименована в Meridiana. Внедрение рейсов на реактивных самолётов потребовало строительства более крупного аэропорта ближе к городу. Аэропорт был достроен в 1974 году.
После 3 лет строительства, 6 июня 2004 года был открыт новый терминал площадью 42 000 м², способный обслуживать 4,5 миллиона пассажиров в год. Общая стоимость строительства составила 81 млн евро. Проект здания был представлен компанией Willem Brouwer Architects и включил в себя здание старого терминала, которое было превращено в торговую зону площадью 3000 м². В новом здании были установлены 40 стоек регистрации и 10 выходов на посадку, пять из которых оборудованы телетрапами. В аэропорту работают множество магазинов и ресторанов, винный бар, небольшая художественная галерея и крытый сад с местными растениями.
Аэропорт также является базой Департамента туристического менеджмента университета Сассари.
С 3 февраля по 14 марта 2020 года аэропорт закрыт для пассажирских авиаперевозок в связи с ремонтом и расширением рулежных дорожек и взлетно-посадочной полосы. В течение этого периода все прибывающие и вылетающие рейсы были отменены. Здание аэропорта в этот период оставалось открытым для мероприятий разного рода. Аэропорт, который первоначально планировалось открыть 14 марта 2020 года, оставался закрытым до 2 июня в результате мер, принятых итальянскими властями в связи с пандемией COVID-19. Аэропорт вновь открылся 3 июня.

## Авиакомпании и направления
Следующие авиакомпании выполняют регулярные и чартерные рейсы в и из Ольбии:

## Статистика
Данные из запроса в Викиданные.

## Наземный транспорт

### Автомобильный
Аэропорт связан с местными автомагистралями SS125 и SS729.

### Автобусный
Следующие автобусные маршруты работают в / из аэропорта.

#### Местные автобусы
Местный оператор ASPO Olbia обслуживает два маршрута в/из аэропорта:
- 2 Аэропорт-Са Минда Ноа
- 10 Аэропорт-Центр города-Аэропорт

#### Пригородные и междугородние автобусы
- 514 Ольбия-Ольбия Аэропорт-Синискола-Нуоро
- 601 Санта-Тереза-ди-Галлура-Палау-Арзакена-Сан-Панталео-Ольбия-Аэропорт Ольбии
- Кала-Гононе-Доргали-Орозеи-Ла-Калетта-Аэропорт Ольбии
- Аэропорт Нуоро-Синискола-Будони-Сан-Теодоро-Ольбия
- 20 Аэропорт Ольбия-Ольбия-Порто Черво-Баха Сардиния-Отель Stelle Marine
- 30 Аэропорт Ольбия-Ольбия-Калангиус-Кастельсардо-Порто-Торрес
- 90 Альгеро-Альгеро Аэропорт Фертилия-Сассари-Ольбия Аэропорт-Ольбия
- Аэропорт Ольбии-Ольбия-Арзакена-Палау-Санта-Тереза-ди-Галлура

Ольбия-Тельти
Кальяри-Ористано-Аббасанта-Нуоро-Синискола-Сан-Теодоро-Аэропорт Ольбия-Ольбия-Арзакена-Палау-Санта-Тереза-ди-Галлура